# Sucker Punch Productions
Sucker Punch Productions, LLC er en amerikansk videospiludvikler baseret i Bellevue, Washington. Det er bedst kendt for at skabe actionspil til PlayStation-konsoller som Sly Cooper, Infamous og Ghost of Tsushima. Studiet har været en del af PlayStation Studios siden 2011. I 2020 beskæftiger virksomheden omkring 160 medarbejdere. 

## Spil
| År   | Titel                                 | Platform(e)                  |
| ---- | ------------------------------------- | ---------------------------- |
| 2002 | Sly Cooper and the Thievius Raccoonus | PlayStation 2                |
| 2004 | Sly 2: Band of Thieves                | PlayStation 2                |
| 2005 | Sly 3: Honor Among Thieves            | PlayStation 2                |
| 2009 | Infamous                              | PlayStation 3                |
| 2011 | Infamous 2                            | PlayStation 3                |
| 2011 | Infamous Festival of Blood            | PlayStation 3                |
| 2014 | Infamous Second Son                   | PlayStation 4                |
| 2014 | Infamous First Light                  | PlayStation 4                |
| 2020 | Ghost of Tsushima                     | PlayStation 4, PlayStation 5 |
| 2021 | Ghost of Tsushima: Legends            | PlayStation 4, PlayStation 5 |